# Rudolf Sigmund Lion
Rudolf Sigmund Lion (* 9. Juli 1868 in Frankfurt am Main; † 12. Juni 1933 ebenda) war ein deutscher Ingenieur, Regierungsbaumeister und Abgeordneter des Provinziallandtages der Provinz Hessen-Nassau.

## Leben
Rudolf Sigmund Lion wurde als Sohn des jüdischen Kaufmanns Franz Lion (1837–1898) und dessen Ehefrau Helene Schneider (1836–1918) geboren. Nach seiner Schul- und Berufsausbildung war er als Regierungsbaumeister in Frankfurt tätig, als er 1904 Inhaber eines Baugeschäfts für Wasserversorgung und Kanalisation wurde. Er engagierte sich politisch und trat der jungliberalen Bewegung in der Nationalliberalen Partei bei. Diese war 1866 durch die Abspaltung des rechten Flügels der Deutschen Fortschrittspartei entstanden. 
In den Jahren von 1909 bis 1933 gehörte er der Stadtverordnetenversammlung in Frankfurt an und dort von 1920 bis 1923 Vorsitzender der Fraktion der Deutschen Volkspartei (1918 aus der nationalliberalen Partei hervorgegangen). Von 1928 bis 1933 war er stellvertretender Fraktionsvorsitzender und engagierte sich besonders im Kampf gegen Korruption in der Stadtverwaltung. Ebenso setzte er sich für die bildenden Künste, das Kunstgewerbe, die Oper und das Theater in Frankfurt ein. 
Von 1915 bis 1925 hatte er ein Mandat (bis 1916 für Friedrich von Lasaulx) im Nassauischen Kommunallandtag des preußischen Regierungsbezirks Wiesbaden bzw. im Provinziallandtag der Provinz Hessen-Nassau, wo er Mitglied des Bauausschusses war.
Im November 1925 kandidierte er ohne Erfolg für ein Mandat im Landtag.
Lion wurde im Frankfurter Stadtwald erschossen aufgefunden. Mutmaßlich hat er sich das Leben genommen.